# Comisión de los 25
La Comisión de los 25 fue un nucleamiento de sindicatos que enfrentaron la dictadura militar instaurada en Argentina en 1976.
Conformada a fines de 1977 por los sindicatos de taxistas, obreros navales, camioneros, mineros, cerveceros, entre otros, incluyó entre sus reivindicaciones la liberación de dirigentes y delegados presos, la restauración de la legislación laboral y sindical, al tiempo que luchaba contra la política económica de la dictadura y por el regreso de la democracia. Convocó el primer paro general contra la dictadura, el 27 de abril de 1979.
Surgió en forma paralela a la llamada Comisión de Gestión y Trabajo, que se inclinaba por una línea de negociación con la dictadura.
Fue uno de los principales afluentes que derivarían en la conformación de la CGT Brasil, y de sus filas salió el secretario general de esta, Saúl Ubaldini que militaba en el sindicato de cerveceros.
- Datos: Q5779363